# Tita
Tita je žensko osebno ime.

## Različice imena
Titina

## Izvor imena
Ime Tita je ženska oblika imena izpeljana iz moškega imena Tit.

## Pogostost imena
Po podatkih Statističnega urada Republike Slovenije je bilo na dan 31. decembra 2007 v Sloveniji 54 nosilk imena Tita. Ostale oblike imena, ki so bile v upotabi: Titina (5).

## Znane osebe
- Tita Kovač